# Amália Hoje
Amália Hoje é um álbum lançado a 27 de Abril de 2009, pelo projecto pop português Hoje, liderado pelo músico Nuno Gonçalves (The Gift). Apresentado no Centro Cultural de Belém a 1 de Abril de 2009
, no ano em que se completou uma década da morte da diva do fado,
Amália Hoje apresenta-se como um álbum com fados de Amália Rodrigues à luz da sonoridade pop actual.
O álbum, editado pela La Folie e Valentim de Carvalho Multimédia, teve como single de lançamento o tema Gaivota, com voz de Sónia Tavares.
Nuno Gonçalves assina a escolha do alinhamento, os arranjos e a direcção musical do grupo, cabendo "dar voz" a este projecto a Sónia Tavares, vocalista dos The Gift,  Fernando Ribeiro, dos Moonspell e a Paulo Praça (ex-Turbo Junkie e Plaza).
Nuno Gonçalves descreveu o Amália Hoje como "um disco épico, muito orgânico, mas pesado em termos de produção", já que contou com gravações em Londres com a London Session Orchestra e foi misturado em Dublin e Madrid.

## Faixas
1. Fado Português (Sónia Tavares/Fernando Ribeiro/Paulo Praça)
2. Grito (Fernando Ribeiro/Sónia Tavares)
3. Gaivota (Sónia Tavares)
4. Nome da Rua (Paulo Praça)
5. Formiga Bossa Nova (Fernando Ribeiro/Paulo Praça/Sónia Tavares)
6. Medo (Sónia Tavares)
7. Abandono (Paulo Praça/Sónia Tavares)
8. L'important c'est la rose (Paulo Praça/Fernando Ribeiro)
9. Foi Deus (Sónia Tavares/Paulo Praça)

## Vendas
Aquando do seu lançamento, a 27 de Abril de 2009, Amália Hoje liderou as tabelas de vendas em Portugal por mais de 20 semanas, sendo disco de platina (vendas superiores a 20 mil unidades) no início de Junho.. Em Novembro de 2009 chega aos 6 Discos de Platina, sendo o disco mais vendido em Portugal no ano de 2009.

## Crítica
Apesar do relativo sucesso de vendas (à escala do mercado português), o álbum não foi bem recebido pela crítica: a revista Blitz apontou a "produção faustosa (por vezes demasiado colada ao universo Gift)" enquanto que no jornal Público se criticaram as prestações vocais e os arranjos musicais: "O problema de "Amália Hoje" é que se encontram pormenores de mau gosto em todas as canções (...) É como se num acesso de novo riquismo Gonçalves quisesse encher o disco com todas as ideias opulentas que teve, mas nem sempre a opulência é a solução."

## Ligações Externas
- Site Oficial de Amália Rodrigues